# نايف بن ممدوح بن عبد العزيز آل سعود
الأمير نايف بن ممدوح بن عبد العزيز آل سعود أحد أبناء الأمير ممدوح بن عبد العزيز آل سعود ولد بمدينة جدة في صفر 1391هـ ـ 1971م

## أسرته
متزوج من الأميرة سارة بنت محمد السهلي .
ابناءه :
- الأمير عبد الله بن نايف بن ممدوح بن عبد العزيز آل سعود
- الأمير عبد الرحمن بن نايف بن ممدوح بن عبد العزيز آل سعود
- الأمير نواف بن نايف بن ممدوح بن عبد العزيز  آل سعود
- الأمير منصور بن نايف بن ممدوح بن عبد العزيز آل سعود
- الأميره فايزه بنت نايف بن ممدوح بن عبد العزيز آل سعود
- الأميره سلطانه بنت نايف بن ممدوح بن عبد العزيز آل سعود متزوجة من محمد بن بندر بن محمد بن عبدالله العامري.[4]

## المؤهلات التعليمية
نال البكالوريوس في الدراسات الإسلامية من جامعة الملك عبد العزيز بجدة، وحصل على درجة الماجستير في قسم العقيدة بكلية الدعوة أصول الدين في الجامعة الإسلامية بالمدينة النبوية، وقد ناقشه في الرسالة سماحة مفتي عام المملكة العربية السعودية، وكانت الرسالة بعنوان (المخالفات القولية للتوحيد الوارد في السنة إنكارها)

## الإسهامات الدعوية
له إسهامات دعوية في مجال تصحيح العقيدة ونشر السنة والأمر بالمعروف والنهي عن المنكر وبيان فضل الدعوة إلى الله والتعريف بفضائل الأعمال وأهمية التخلق بأخلاق أهل الإيمان والاهتمام بتربية الأبناء وشؤون الأسرة، وله بعض المشاركات في ذلك من خلال المقالات الصحفية والتلفزيون السعودي وإذاعة القرآن وبعض القنوات الفضائية، وبعض المحاضرات والملتقيات العامة في المخيمات الدعوية وغيرها.

## مهامه وبعض أعماله
1-	رئيس مجلس إدارة مؤسسة الدار المتقدمة للتجارة الدولية.
2-	رئيس مجلس إدارة شركة البنادر المتحدة.
3-	المشرف العام على مؤسسة والدة الأمير ثامر بن عبد العزيز الخيرية فرع الرياض.
4-	الرئيس الشرفي لجمعية المخترعين السعوديين.
5-	الرئيس الشرفي للمجلس الاستشاري الأعلى لمركز مكافحة التدخين في محافظة الأفلاج.
6-	رئيس مجلس إدارة المؤسسة العالمية للشيكات المصدقة إلكترونياً

## ابتكاراته ومخترعاته
1- طائرة الإطفاء والإسعاف المطورة : (N.1)
وهي وحدة إطفاء وإنقاذ محمولة جواً بطائرة عمودية تحتضن الطائرة من الخارج، ويمكن تثبيتها على كافة أنواع الطائرات العمودية، ولها خاصية الثبات وعدم التأثر باهتزازات الطائرة العمودية الحاملة لها، ومزودة بوحدتي إطفاء.
2- العربة الدباب : (NAF.1) :
هذا الدباب العربة بثلاث كفرات جاء ليحل المشاكل التي يعاني منها قائدو الدبابات البخارية، وله عدة موديلات منها ما يختص بالشرطة والمرور والحج والدفاع المدني، وكل فئة لها مميزاتها، كما أنه طبق على الواقع وتوجد منه الآن نسخة واقعية ملموسة.